# Vitbukig tangara
Vitbukig tangara (Tangara brasiliensis) är en fågelart i familjen tangaror inom ordningen tättingar.

## Utseende och läte
Vitbukig tangara är en karakteristikt tecknad tangara. I vissa ljus kan den verka rätt mörk, men har mestadels blått på huvud och bröst, svart på hjässa och runt näbben och på flankerna blått med svarta fläckar. Ovansidan är mestadels svart med vissa blå inslag. Buken är, som namnet avslöjar, vit. Lätet består av en serie med ljusa "psii".

## Utbredning och systematik
Vitbukig tangara förekommer i kustnära sydöstra Brasilien (södra Bahia till Rio de Janeiro). Fågeln kategoriserades tidigare som underart till amazontangara (Tangara mexicana). Den urskildes dock 2016 som egen art av BirdLife International och 2023 av tongivande IOC.

## Levnadssätt
Vitbukig tangara hittas i skogar, plantage, skogsbryn och trädgårdar. Den ses mestadels i par eller i små artrena grupper.

## Status och hot
Arten har ett stort utbredningsområde, men tros minska i antal, dock inte tillräckligt kraftigt för att den ska betraktas som hotad. Internationella naturvårdsunionen IUCN listar arten som livskraftig (LC).